# Viljem iz Modene
Viljem iz Modene, znan tudi kot Viljem Sambijski, Guglielmo de Chartreaux, Guglielmo de Savoy in Guillelmus, italijanski duhovnik in papeški diplomat,  * ok. 1184, Piemont, Italija, † 31. marec 1251, Lyon, Francija.
Papeža Honorij III. in Gregor IX. sta ga pogosto imenovala za legata ali papeškega veleposlanika, zlasti v Livoniji v 1220. letih in pri pruskih vojnah v 1240. letih. Sčasoma se je posvetil izključno  tem diplomatskim vprašanjem. 28. maja 1244 ga je papež Inocenc IV. imenoval za kardinala-škofa Sambije. Nekaj časa (1219–1222) je opravljal tudi funkcijo podkanclerja Svete rimske cerkve.

## Livonija
Viljem je bil rojen v Piemontu in bil  maja 1222 imenovan z škofa Modene. Kot papeški legat je bil leta 1225 poslan reševat težave, ki so nastale v Livoniji po koncu livonske križarske vojne. Knezoškof Albert, polvojaški red Livonskih bratov meča, Tevtonski red in Rusi so imeli vsak svoje zahteve, ki so bile še teže rešljive zaradi jezikovnih zaprek. Viljem je kmalu pridobil  zaupanje vseh strani, sklenil diplomatske kompromise o mejah, prekrivanju cerkvenih in ozemeljskih pristojnosti, davkih, kovanju denarja in drugih temah, ni pa mogel rešiti ključnega problema: kdo naj bo gospodar v Livoniji. Estonijo je izločil  iz spora tako, da jo je dal neposredno pod papeško oblast, imenoval svojega namestnika za guvernerja in pripeljal nemške viteze kot vazale. Guverner  je pozneje predal deželo Livonskim bratom meča. Henrikova kronika Livonije, ena največjih srednjeveških kronik,  napisana  verjetno kot poročilo zanj,  opisuje zgodovino Cerkve v Livoniji do njegovega časa. Kronika pripoveduje, kako je Viljem iz Modene leta 1226 v trdnjavi  Tarwanpe uspešno posredoval pri vzpostavitvi miru med Nemci, Danci in Estonci.

## Vprašanje pruskih škofij
Že med Viljemovimi pogajanji v Livoniji so se začeli kuhati spori,  ki so ga zaposlovali dve desetletji kasneje. V križarskih vojnah za osvojitev in pokristjanjenje Prusije z mečem se je Viljem iz Modene znašel kot posrednik med rivalskimi zahtevami in nasprotujočimi si programi prvega pruskega škofa Kristjana, ki ob primernih uspehih kot »apostol Prusov« lahko postal svetnik, in vitezi Tevtonskega reda, ki sta jim Kristjan  in vojvoda Konrad Mazovski obljubila ozemeljske posesti. Do leta 1227 je Kristjanu v utrjenih vzhodnih misijonih pomagal le cistercijanski red, s prihodom tevtonskih vitezov pa so se v Prusiji močno uveljavili dominikanci, ki so bili naklonjeni Tevtonskemu redu in papežu Gregorju IX. Kristjan in njegovi cistercijani so bili odrinjeni v ozadje. Viljem iz Modene kot papeški legat za Prusijo ni upošteval Kristjanovih pravic. Kristjan je imel še to smolo, da so ga ujeli poganski Prusi in zanj zahtevali odkupnino (1233–1239). V njegovi odsotnosti so imenovali drugega škofa za Prusijo.  Leta 1236 je Gregor IX., ki je očitno obupal nad pokristjanjevanjem, pooblastil Viljema iz Modene, da Prusijo razdeli na tri škofije. Škofe za te nove sedeže naj bi izbral Tevtonski red med pripadniki dominikanskega reda. Za ujetega škofa Kristjana ni bilo predvideno nobeno mesto.
Kristjana so pozimi 1239–1240 končno osvobodili. Za svojo svobodo je moral dati talce, ki jih je nato odkupil za ne manj kot 800 mark. Takoj po osvoboditvi se je pritožil papežu, da tevtonski red zavrača krst tistim, ki si ga želijo, in zatira spreobrnjence. Konkretnejše obtožbe so se nanašale na škofovske pravice, ki jih je red zahteval, in posesti, ki jih ni hotel vrniti. Ko je Gregor 22. avgusta 1241 umrl, spor še ni bil rešen. Kristjan in tevtonski red sta se nato dogovorila, da dve tretjini osvojenega ozemlja v Prusiji pripadeta redu kot osnova za državo Tevtonskega reda, ena tretjina pa škofu. Škof je dobil pravico opravljati cerkvene funkcije na ozemlju, ki je pripadlo redu.
Viljem iz Modene ni opustil svojih načrtov o razdelitvi Prusije na škofije namesto obsežne enotne države vojaškega reda. Od papeža Inocenca IV. je končno dobil dovoljenje za razdelitev in 29. julija 1243 je bila pruska škofija razdeljena na štiri škofije:
- Kulm,[3]
- Pomezanija,[3]
- Varmija[4] in
- Sambija.[3]

Kristjan je za svoja desetletja apostolskega dela prejel privilegij, da sam izbere enega od štirih novih škofovskih sedežev, kar je zavrnil.

## Poslanstvo pri Frideriku II.
Viljem iz Modene je bil v tem času v Rimu. Ko je papež Celestin IV. umrl po samo šestnajst dneh vladanja, je izobčeni cesar Friderik II. Hohenstaufen, ki je zasedel Papeško državo v srednji Italiji, poskušal ustrahovati kardinale, da bi izvolili papeža po njegovih željah. Kardinali so pobegnili v Anagni in izvolili  Sinibalda de' Fieschija, ki je 25. junija 1243 po več kot letu in pol dolgem medvladju zasedel papeški prestol kot Inocenc IV. Novi papež je bil pred izvolitvijo Friderikov prijatelj. Cesar mu je takoj po izvolitvi poslal glasnike s čestitkami in prošnjo za mir, ki pa jih Inocenc IV. ni hotel sprejeti. Dva meseca kasneje je sam poslal odposlance, vključno z rouenskim nadškofom Petrom de Colmieujem, Viljemom iz Modene, ki se je odpovedal svoji škofovski službi, in opatom Viljemom iz St. Fakunda k cesarju v Melfi s prošnjo, da  izpusti prelate, ki jih ujel na poti na koncil, ki ga je Gregor IX. nameraval imeti v Rimu. Osvoboditev naj bi bila zadoščenje za škodo, ki jo je povzročil Cerkvi, zaradi česar ga je Gregor IX. izobčil. Če bi cesar zanikal, da je Cerkvi storil krivico, ali celo trdil, da je Cerkev krivična, naj bi legati predlagali, da se odločitev prepusti svetu kraljev, prelatov in posvetnih knezov. Friderik je 31. marca 1244 sklenil sporazum z Inocencem. Obljubil je, da bo v vseh bistvenih točkah popustil zahtevam kurije, obnovil cerkvene države, izpustil prelate in dal amnestijo papeževim zaveznikom. Obljube očitno niso bile iskrene, ker je v Rimu skrivaj podpihoval razne nemire in ni hotel izpustiti zaprtih prelatov.
Inocenc se je zaradi cesarjeve vojaške premoči počutil ovirano pri svojem delovanju  in se bal za svojo osebno varnost, zato se je odločil, da preoblečen pobegne iz Sutrija v Civitavecchio in se vkrca na ladjo njemu naklonjenih Genovežanov. V noči s 27. na 28. junij 1244 je odplul v Genovo. Oktobra je odšel v Burgundijo, decembra pa v Lyon, kjer je ostal v izgnanstvu naslednjih šest let. 

## Smrt
Viljem iz Modene je umrl v Lyonu leta 1251. Pokopan je bil »v cerkvi dominikancev«, verjetno  Notre-Dame-de-Confort.